# Víctor Fuentes
Víctor Hugo Fuentes Moreno (Rancagua, Chile; 1 de julio de 1972) es un exfutbolista y actual entrenador de fútbol profesional. 

## Trayectoria

### Como futbolista
Nacido en Rancagua, se une a las divisiones inferiores del club de la ciudad, O'Higgins, debutando con el primer equipo en 1989.Luego defendió las camisetas de Deportes Puerto Montt,Unión Española (en donde sufrió el único descenso del equipo hispano a la Primera B en 1997, como el título de la división en 1999), Universidad de Concepción, Rangers, Palestino, para cerrar su carrera con O'Higgins en la temporada 2005, logrando el ascenso a la Primera División.

### Como entrenador
Comenzó su carrera de entrenador en el fútbol profesional con un paso por General Velásquez en 2015,para en diciembre del mismo año ser anunciado como ayudante técnico de Cristián Arán en O'Higgins.Luego, se dedicó a dirigir las divisiones inferiores del equipo celeste.
El 10 de septiembre de 2020, luego de la salida de Patricio Graff del banco del primer equipo rancagüino, fue anunciado como entrenador interino.Dicho interinato duró alrededor de una mes, hasta el anuncio de Dalcio Giovagnoli como nuevo adiestrador del Capo de Provincias.El 7 de mayo de 2024, tras la desvinculación de Juan Manuel Azconzábal, nuevamente se anunció como interino del primer equipo;sin embargo, 2 días después fue ratificado como entrenador titular por lo que resta de la temporada 2024.

## Clubes

### Como jugador
| Club                      | País  | Año       |
| ------------------------- | ----- | --------- |
| O'Higgins                 | Chile | 1989-1992 |
| Deportes Puerto Montt     | Chile | 1993-1994 |
| Unión Española            | Chile | 1995-2002 |
| Universidad de Concepción | Chile | 2003      |
| Rangers                   | Chile | 2004      |
| Palestino                 | Chile | 2004      |
| O'Higgins                 | Chile | 2005      |

### Como entrenador
| Equipo                    | Div.                | Temporada           | Liga  | Liga | Liga | Liga | Liga |       | Copa | Copa | Copa | Copa  |   | Internacional | Internacional | Internacional | Internacional | Internacional |   | Otros | Otros | Otros | Otros |    | Totales | Totales     | Totales | Totales | Totales | Totales | Totales | Totales | Totales |
| Equipo                    | Div.                | Temporada           | Part. | G    | E    | P    | Pos. | Part. | G    | E    | P    | Part. | G | E             | P             | Pos.          | Part.         | G             | E | P     | Part. | G     | E     | P  | Puntos  | Rendimiento | GF      | GC      | Dif.    |         |         |         |         |
| ------------------------- | ------------------- | ------------------- | ----- | ---- | ---- | ---- | ---- | ----- | ---- | ---- | ---- | ----- | - | ------------- | ------------- | ------------- | ------------- | ------------- | - | ----- | ----- | ----- | ----- | -- | ------- | ----------- | ------- | ------- | ------- | ------- | ------- | ------- | ------- |
| General Velásquez · Chile | 4.ª                 | 2015                | 8     | 1    | 3    | 4    | 9.°  | -     | -    | -    | -    | -     | - | -             | -             | -             | -             | -             | - | -     | 8     | 1     | 3     | 4  | 6/24    | 25%         | 7       | 11      | -4      |         |         |         |         |
| General Velásquez · Chile | Total               | Total               | 8     | 1    | 3    | 4    |      | -     | -    | -    | -    | -     | - | -             | -             | -             | -             | -             | - | -     | 8     | 1     | 3     | 4  | 6/24    | 25%         | 7       | 11      | -4      |         |         |         |         |
| O'Higgins · Chile         | 1.ª                 | 2020                | 1     | 0    | 0    | 1    | Int. | -     | -    | -    | -    | -     | - | -             | -             | -             | -             | -             | - | -     | 1     | 0     | 0     | 1  | 0/3     | 0%          | 1       | 2       | -1      |         |         |         |         |
| O'Higgins · Chile         | 1.ª                 | 2024                | 19    | 4    | 5    | 10   | 14.º | 3     | 1    | 1    | 1    | -     | - | -             | -             | -             | -             | -             | - | -     | 22    | 5     | 6     | 11 | 21/66   | 31.82%      | 27      | 40      | -13     |         |         |         |         |
| O'Higgins · Chile         | Total               | Total               | 20    | 4    | 5    | 11   |      | 3     | 1    | 1    | 1    | -     | - | -             | -             | -             | -             | -             | - | -     | 23    | 5     | 6     | 12 | 21/69   | 30.44%      | 28      | 42      | -14     |         |         |         |         |
| Total en su carrera       | Total en su carrera | Total en su carrera | 28    | 5    | 8    | 15   |      | 3     | 1    | 1    | 1    | -     | - | -             | -             | -             | -             | -             | - | -     | 31    | 6     | 9     | 16 | 27/93   | 29.03%      | 35      | 53      | -18     |         |         |         |         |
| 1.                        |                     |                     |       |      |      |      |      |       |      |      |      |       |   |               |               |               |               |               |   |       |       |       |       |    |         |             |         |         |         |         |         |         |         |

#### Resumen estadístico
| Competición                 | Partidos | Ganados | Empatados | Perdidos | Rendimiento |
| --------------------------- | -------- | ------- | --------- | -------- | ----------- |
| Tercera División A de Chile | 8        | 1       | 3         | 4        | 25%         |
| Primera División de Chile   | 20       | 4       | 5         | 11       | 28.33%      |
| Copa Chile                  | 3        | 1       | 1         | 1        | 44.44%      |
| TOTAL                       | 31       | 6       | 9         | 16       | 29.03%      |

## Palmarés

### Como jugador

#### Campeonatos nacionales
| Título    | Club           | País  | Año  |
| --------- | -------------- | ----- | ---- |
| Primera B | Unión Española | Chile | 1999 |